# Беляева, Раиса Васильевна
Раиса Васильевна Беляева (1912—1943) — советская летчица-истребитель, командир эскадрильи 586-го женского истребительного авиационного полка 101-й авиадивизии ПВО, старший лейтенант.

## Биография
Родилась в 1912 году в Подмосковье (по другим данным в г. Зуевка Кировской области), русская.
Закончив 7-летнюю школу в районном посёлке Зуевка, приехала в Киров учиться в кожевенный техникум (окончила в 1931 году). Там она познакомилась с Ольгой Ямщиковой. Позднее, уже в Ленинградском аэроклубе, Рая училась у Ямщиковой летать и прыгать с парашютом. В 1936 году она получила удостоверение инструктора парашютного спорта 1-й категории и стала учить других.
В марте 1940 года газета «На страже» сообщила:

«В прошлом году на авиационном празднике в Тушино в составе женского звена летела товарищ Беляева. Звено это продемонстрировало прекрасную технику высшего пилотажа. Сейчас товарищ Беляева работает инструктором — лётчиком Центрального аэроклуба СССР имени Валерия Чкалова».

Член ВКП(б) с 1940 года. В Красной Армии с 11 октября 1941 года. В Великой Отечественной войне — с 5 ноября 1941 года, участница Сталинградской битвы.
Воевала в ПВО города Саратова, на Сталинградском и Воронежском фронтах.
В воздушном бою над Воронежем 19 июля 1943 года была тяжело ранена и погибла при посадке самолёта на аэродром авиазавода.
Похоронена в братской могиле № 6 (Парк патриотов).

## Награды
Награждена орденом Красной Звезды за отличное выполнение боевых заданий командования. Когда Раису представляли к награде, в графе «краткое конкретное изложение личного боевого подвига и заслуг» было указано:

«Товарищ Беляева участница Великой Отечественной войны в системе ПВО города Саратова и на Сталинградском фронте.
В последнем групповом бою сбила самолёт противника Ме-109. Имеет 33 боевых вылета. Техника пилотирования отличная. Летает смело и уверенно. В сложных метеоусловиях не теряется.

Много работает над сплочением эскадрильи и воспитанием молодого женского лётного состава, развивая в нём смелость и мужество. Её эскадрилья является ведущей в полку по учебной подготовке и боевой работе».

## Память
- В 1965 году безымянный проезд в Левобережном районе Воронежа, возле авиационного завода, был наименован в память о летчице[1].
- В комнате боевой славы Зуевской средней школы № 1 имеются материалы, посвящённые Раисе Беляевой.